# Список крытых ледовых арен Москвы

В списке крытых ледовых арен Москвы представлены крытые стадионы Москвы, на которых проводились или проводятся матчи по хоккею с шайбой, хоккею с мячом, либо которые использовались для занятий по фигурному катанию. Список состоит из трёх разделов: первый включает в себя действующие хоккейные сооружения, во втором перечислены строящиеся и запланированные к строительству стадионы, третий описывает арены, на которых нет постоянного искусственного льда, но когда-либо проводились матчи по хоккею, в четвёртом перечислены стадионы, которые по каким-либо причинам закрыты, демонтированы или разрушены. При указании вместимости в качестве основного значения приводится максимальное количество зрителей в конфигурации для хоккея, прочие варианты перечислены в комментариях.
Всего в Москве более 50 действующих крытых катков, еще несколько находятся в стадии строительства или реконструкции. Старейшей действующей крытой ледовой ареной Москвы является Дворец спорта «Лужники», открытый 31 июля 1956 года. Крупнейшим ледовым дворцом спорта в городе считается «ЦСКА Арена», большая арена вмещает 12 100 зрителей в хоккейной конфигурации.

## Арены

### Действующие арены
Арены отсортированы по вместимости.
| Название                                          | Дата открытия   | Вместимость   | Команда                                         | Изображение | Местоположение                                           | Комментарий |
| ------------------------------------------------- | --------------- | ------------- | ----------------------------------------------- | ----------- | -------------------------------------------------------- | --- |
| ЦСКА Арена (Большая арена)                        | 2015            | 12 100        | Спартак ЦСКА Динамо (2015—2018)                 |             | Улица Автозаводская, 23                                  | В хоккейной конфигурации вмещает 12 100 зрителей. В варианте для баскетбола вмещает 13 000 зрителей, в конфигурации для концертов, бокса, MMA — 14 000. Ледовый дворец принимал матчи Чемпионата мира по хоккею c шайбой 2016. |
| ДС «Мегаспорт» (Большая арена)                    | 11 декабря 2006 | 12 000        | Динамо (2018)                                   |             | Ходынский бульвар, 3                                     | В хоккейной конфигурации вмещает 12 000 зрителей. В варианте бокс — MMA вмещает 13 926 зрителей, в концертном — 14 000. Арена принимала матчи Чемпионата мира по хоккею c шайбой 2007 и Чемпионата мира по фигурному катанию 2011. |
| ДС «Лужники»                                      | 31 июля 1956    | 11 500        |                                                 |             | Улица Лужники, 24, строение 2                            | Старейшая крытая ледовая арена Москвы. Ледовый дворец принимал матчи четырёх Чемпионатов мира по хоккею c шайбой и одного Чемпионата мира по фигурному катанию. Реконструирован в 2002 году. По состоянию на июнь 2017 года арена является основной площадкой для проведения концертов ГЦКЗ «Россия». Вместимость зала в концертном варианте — от 2 000 до 7 500 человек, партер может быть преобразован в ресторанную зону на 1 400 мест. Ширина сцены — 30 м.                         |
| ВТБ Арена (Малая спортивная арена, Ледовая арена) | 4 декабря 2019  | 11 478        | Динамо c 2019                                   |             | Ленинградский проспект, дом 36, строение 2               | В рамках единого сооружения будут построены футбольный стадион на 26 319 зрителей и ледовая арена. Малая спортивная арена имеет три варианта конфигурации: хоккейный на 11 478 посадочных мест, баскетбольный на 12 770 зрителей, концертный на 14 000 мест. |
| Малая спортивная арена «Лужники»                  | 31 июля 1956    | 8 512 — 8 700 | Спартак (2015—2016 годы), Динамо (до 2015 года) |             | Улица Лужники, 24, строение 9                            | Первоначально построена как открытая арена с деревянной площадкой. Реконструирована к Олимпийским играм 1980 года (увеличен размер стадиона, построена крыша, добавлены стеклянные ограждения галерей и установка для создания искусственного льда). Вместимость, по данным официальным данным Олимпийского комплекса «Лужники», составляет 8 700 зрителей в спортивном и 6 700 — в концертном варианте.                                                                                |
| ЛД «Крылатское»                                   | сентябрь 2004   | 8500          | Динамо (хоккей с мячом)                         |             | Улица Крылатская, дом 16                                 | Спортивный комплекс принимал матчи Чемпионата мира по хоккею с мячом 2010. В Крылатском проходили Чемпионат мира по шорт-треку 2015, Чемпионат мира по конькобежному спорту в спринтерском многоборье 2009, Чемпионат мира по конькобежному спорту в классическом многоборье 2005, Чемпионат мира по конькобежному спорту в классическом многоборье 2012. |
| ЛА "Фили"                                         | декабрь 2024    | 150           |                                                 |             | Улица Филевский бульвар, д.38                            | Современная ледовая арена с качественным ледовым покрытием предлагает услуги аренды льда, а так же занятий по фигурному катанию, хоккею, карате, пилатесу, акробатике и другим видам спорта. На арене расположена: ледовая площадка 56х26, 3 спортивных зала (100м2, 60м2 и 40м2), 6 раздевалок, кафе и магазин спортивных товаров. |
| УДС «Крылья Советов»                              | 26 июня 1980    | 5 670         | Крылья Советов                                  |             | Улица Толбухина, дом 10/4, строение 1                    | Дворец спорта возведён к летним Олимпийским играм 1980 года. Официальное открытие 26 июня 1980 года. С 1980 года в ледовом дворце проводит домашние матчи хоккейный клуб «Крылья Советов». В настоящий момент принадлежит ОАО ВИЛС. |
| ДС «Сокольники»                                   | 14 апреля 1956  | 5 530         | Спартак (до 2015 года)                          |             | Улица Сокольнический Вал, 1Б                             | Открыт в 1956 году. К Универсиаде 1973 года построена крыша. К Олимпиаде проведена еще одна реконструкция. В ходе игр на арене проводились соревнования по гандболу. |
| ЦСКА Арена (Малая арена)                          | 2015            | 3 000         | МХК Спартак                                     |             | Улица Автозаводская, 23                                  | |
| ДС «Янтарь» (большая ледовая арена)               | 2003            | 1 500         |                                                 |             | Улица Маршала Катукова, 22                               | Казенное предприятие города Москвы «Физкультурно-спортивный центр «Строгино» (КП ФСЦ «Строгино»). Ледовая арена для хоккея с трибунами на 1 500 мест имеет возможность трансформации в киноконцертный зал на 2 500 мест. |
| «Локомотив»                                       |                 | 1 000         |                                                 |             | Улица Большая Черкизовская, 125, строение 4              | Реконструирован в 2011 году. |
| «Москвич»                                         | декабрь 1977    | 500           |                                                 |             | Люблинская улица, 15                                     | Является базой для проведения учебно-тренировочных занятий отделений Спортивной школы олимпийского резерва «Москвич» |
| ЛДС «Орбита»                                      |                 | 500           |                                                 |             | Зеленоград, Озерная аллея, дом 4                         | Арена используется для занятий ГБУ Спортивная Школа № 10 Москомспорта |
| ЛД «Зеленоградский»                               | 17 апреля 2009  | 500           | Зеленоград                                      |             | Зеленоград, 20-й микрорайон, корпус 2045                 | |
| ЛДС «Медведково» («новый» ледовый дворец)         | 1999            | 500           |                                                 |             | Улица Заповедная, 5                                      | Входит в состав комплекса спортивных объектов ГБУ «Спортивная школа № 2 Москомспорта» |
| ЛДС ЦСКА (тренировочный каток)                    | февраль 2006    | 250           |                                                 |             | Ленинградский проспект, 39, строение 15                  | Входит в состав комплекса ЛДС ЦСКА. Находится в отдельном здании. |
| ЦСКА Арена (Тренировочная арена)                  | 2015            | 200           |                                                 |             | Улица Автозаводская, 23                                  | |
| ДС «Янтарь» (тренировочная арена)                 | 2003            | нет данных    |                                                 |             | Улица Маршала Катукова, 22                               | |
| ДС «Мегаспорт» (Тренировочная арена)              | 11 декабря 2006 | нет данных    |                                                 |             | Ходынский бульвар, 3                                     | |
| ЛД «Звезда»                                       | 2012            | нет данных    |                                                 |             | Лодочная улица, 12                                       | Занятия хоккеем и фигурным катанием |
| ЛД «Умка»                                         |                 | нет данных    | «Белые медведи»                                 |             | Улица Левобережная, дом 12, корпус 1                     | Ледовый дворец используется Спортивной школой олимпийского резерва №1 Москомспорта. На арене проводятся занятия хоккеем и фигурным катанием. |
| «Серебряный»                                      |                 | нет данных    | «Серебряные акулы»                              |             | Улица Генерала Глаголева, дом 10, корпус 3               | ГБУ «Спортивная школа „Серебряные акулы“» Москомспорта |
| ЛДС «Радужный»                                    |                 | нет данных    |                                                 |             | Чоботовская улица, дом 6                                 | Государственное бюджетное учреждение города Москвы «Спортивная школа № 7» Департамента спорта и туризма города Москвы |
| ЛДС Созвездие                                     |                 | нет данных    | «Созвездие»                                     |             | Голубинская улица, дом 28, корпус 3                      | Спортивная школа «Созвездие» |
| ЛДС «Новокосинский»                               |                 | нет данных    | «Снежные барсы»                                 |             | Улица Николая Старостина, дом 8                          | Детско-юношеская спортивная школа «Снежные барсы» |
| Ледовая арена ДС «Южный»                          |                 | нет данных    | «Пингвины»                                      |             | Булатниковская улица, дом 2Б                             | Спортивная школа «Пингвины» |
| Спортивный дворец «Центральный»                   |                 | нет данных    |                                                 |             | Улица Талалихина, дом 28                                 | Спортивная школа «Центр». |
| «Вымпел»                                          | 1990            | нет данных    |                                                 |             | Федеративный проспект, дом 31А, строение 1               | Школа по хоккею «Вымпел» ГБУ «МГФСО» Москомспорта |
| ЛДС «Марьино»                                     |                 | нет данных    |                                                 |             | Мячковский бульвар, 10 корпус 3                          | Спортивная школа «Марьино» |
| ДС «Измайлово»                                    | 1980            | нет данных    |                                                 |             | Сиреневый бульвар, дом 2                                 | Во время Олимпиады-80 во дворце спорта «Измайлово» проводились соревнования по тяжелой атлетике. После окончания Олимпийских игр он вошёл в состав комплекса спортивных сооружений Российского государственного университета физической культуры, спорта, молодёжи и туризма. Там была устроена арена для тренировок по фигурному катанию, арена для мини-футбола и хоккея, зал для занятий хореографией и зал атлетической подготовки. Площадь ледовой арены 2337,6 квадратных метров. |
| «Мега Айс»                                        |                 | нет данных    |                                                 |             | Авиаконструктора Микояна, дом 10А, строение 1            | Каток уменьшенного формата, площадь льда 800 квадратных метров |
| ТД «Калейдоскоп», каток                           |                 | нет данных    |                                                 |             | Сходненская улица, 56                                    | На катке действует школа фигурного катания |
| ЛДС «Русь»                                        |                 | нет данных    | «Русь»                                          |             | Воронежская улица, дом 13, корпус 3                      | ГБУ «Спортивная школа олимпийского резерва "Русь"» Москомспорта |
| ЛДС «Медведково» (учебно-тренировочный каток)     |                 | нет данных    |                                                 |             | Улица Заповедная, 3                                      | Входит в состав комплекса спортивных объектов ГБУ «Спортивная школа № 2 Москомспорта» |
| АПИА АРЕНА                                        | 2018            | нет данных    |                                                 |             | Улица Яблочкова, дом 7                                   | Площадь дворца спорта около 7 300 квадратных метров. На территории ледового дворца проходят тренировки по хоккею и фигурному катанию. Здание спроектировано в виде компактного квадратного в плане объема переменной этажности — от одного до трёх этажей. Авторы проекта: Архитектурно-строительная компания «АКРО-М», Шевченко В.В., Башкиров С.В., Иванов А.Ф. |
| «Арена Морозово»                                  | март 2013       | нет данных    |                                                 |             | Новоостаповская улица, дом 5, строение 2                 | В состав комплекса входит 4 катка. |
| Метеор                                            | 2012            | нет данных    | «Метеор»                                        |             | Чечёрский проезд, дом 23                                 | Спортивная школа «Метеор». |
| Ледовый комплекс «Южный лёд»                      | сентябрь 2017   | нет данных    |                                                 |             | городской округ Щербинка, Улица Маршала Савицкого, дом 7 | Ледовый дворец открыт на территории общественного центра “Щербинка”. В составе комплекса три катка. В августе 2018 планируется открыть еще две ледовых площадки. |
| Спорттех Арена Северо- Запад                      | январь 2019     |               |                                                 |             | г. Москва, ул. Вилиса Лациса 26(рядом)                   | Школа хоккея Спартак-Спорттех |

### Строящиеся и запланированные к строительству арены
В настоящий момент в Москве строятся или запланированы к строительству следующие арены (отсортированы по вместимости):
| Название                               | Дата открытия              | Вмести- мость | Команда | Изображение | Местоположение                             | Комментарий |
| -------------------------------------- | -------------------------- | ------------- | ------- | ----------- | ------------------------------------------ | --- |
| Ледовый дворец в Солнцеве              |                            | 250           |         |             |                                            | Старт строительства запланирован на 2018 год. По плану, во дворце спорта будет две ледовых площадки: основная арена 56 на 26 метров, а также тренировочная 30 на 15 метров. |
| Ледовый дворец на Мосфильмовской улице | 2019 (план)                | нет данных    |         |             | Мосфильмовская улица, напротив дома 51А    | По проекту, площадь дворца составит 10,9 тысячи квадратных метров, высота — не более 20 метров.                                                                             |
| Кристалл                               | 2019 (реконструкция, план) | 500 (план)    |         |             | Лужнецкая набережная, дом 24, строение 13. | Закрыт осенью 2007 года в связи с аварийным состоянием. Идёт реконструкция. По плану, будет построено новое двухэтажное здание с двумя ледовыми площадками.                 |
| Спорттех Арена Запад                   | 2019                       |               |         |             | г. Москва, Шоссе Энтузиастов 33            | Идет строительство современной ледовой арены. |

### Временно используемые для хоккея арены
В данном разделе представлены крытые стадионы, на которых проводились отдельные турниры или матчи по хоккею с мячом или хоккею с шайбой, при этом указанные арены официально не являются ледовыми.
| Название         | Дата открытия | Вмести- мость | Команда | Изображение | Местоположение                         | Комментарий |
| ---------------- | ------------- | ------------- | ------- | ----------- | -------------------------------------- | --- |
| СК «Олимпийский» | 19 июля 1980  | 20 000        |         |             | Олимпийский проспект, 16, строения 1,2 | На стадионе проводились матчи Чемпионатов мира по хоккею с мячом 1989 и 2008 годов. Вместимость арены в конфигурации для бенди составляет не менее 20 000 зрителей. |

### Не действующие и разрушенные арены
Ниже представлен список не действующих или разрушенных крытых ледовых арен Москвы.
| Название                                | Дата открытия | Дата закрытия/разрушения       | Вмести- мость | Команда                                      | Изображение | Местоположение                          | Комментарий |
| --------------------------------------- | ------------- | ------------------------------ | ------------- | -------------------------------------------- | ----------- | --------------------------------------- | --- |
| Ледовый дворец «Стадиона Юных пионеров» | 1977          | закрыт в 2015, разрушен в 2017 | 450           |                                              |             | Ленинградский проспект, 31              | Старейшая в Москве и СССР крытая арена с искусственным льдом (30×20 м) была построена в составе комплекса стадиона Юных пионеров в 1955 году. В 1977 году на месте старого катка построен новый полноразмерный (60×30 м). Ледовый дворец активно использовался для занятий фигурным катанием, Решение о разрушении стадиона и строительстве на его месте жилого комплекса принято в 2009 году. Несмотря на протесты общественности стадион закрыт в 2015 году. Ледовый дворец снесён в 2017 году. |
| ЛДС ЦСКА (основная арена)               | 1991          | закрыта и снесена в 2021 году  | 5 600         | ЦСКА (до 2018 года) «Красная армия» «Звезда» |             | Ленинградский проспект, 39, строение 41 | Последний советский проект ледового дворца в Москве, построен в 1991 году. На основной арене три трибуны. За одними из ворот трибуна отсутствует. |

## На карте
На карте ниже представлено расположение крупнейших крытых ледовых арен Москвы. Указаны только ледовые дворцы, вмещающие не менее 5 000 зрителей.

## Крупные международные соревнования
На аренах из данного списка проходили следующие крупные международные соревнования:
- Чемпионаты мира по хоккею с шайбой: 1957, 1973, 1979, 1986, 2007, 2016
- Чемпионаты мира по хоккею с мячом: 1989, 2008, 2010
- Чемпионаты мира по фигурному катанию: 2005, 2011
- Чемпионат мира по шорт-треку 2015
- Чемпионат мира по конькобежному спорту в спринтерском многоборье 2009
- Чемпионат мира по конькобежному спорту в классическом многоборье: 2005, 2012.
- Летние Олимпийские игры 1980
- Летняя Универсиада 1973